# About Love (programma televisivo)
About Love è  stato un programma televisivo italiano ideato da Federico Moccia e condotto da Anna Tatangelo e Alvin, in onda tra il 2015 e il 2016 su Italia 1 e La 5.
Il programma, del quale erano state registrate cinque puntate da mandare in onda su Italia 1, è stato cancellato dal palinsesto della stessa rete in seguito ai bassi ascolti riscossi dalla trasmissione della prima puntata nella prima serata del 20 aprile 2015.
Dal 27 gennaio 2016 le quattro puntate rimaste inedite sono state trasmesse sul canale tematico La 5 (e la prima puntata, in replica, venne riproposta il 3 febbraio).

## Il programma
Il programma raccontava le vicissitudini che colpiscono le storie d'amore dei ragazzi d'oggi. I conduttori aiutavano i protagonisti delle storie a recapitare alle persone a cui sono legati diversi messaggi, come proposte di matrimonio e richieste di scuse. Venivano inoltre affrontati temi sociali come la bulimia e il rapporto coi social network.

## Ascolti
| Puntata       | Messa in onda    | Rete          | Telespettatori | Share |
| ------------- | ---------------- | ------------- | -------------- | ----- |
| 1             | 20 aprile 2015   | Italia 1      | 749.000        | 2,95% |
| 2             | 27 gennaio 2016  | La 5          | 103.000        | 0,39% |
| 3             | 10 febbraio 2016 | La 5          | 78.000         | 0,29% |
| 4             | 17 febbraio 2016 | La 5          | 146.000        | 0,59% |
| 5             | 24 febbraio 2016 | La 5          | 108.000        | 0,45% |
| Media Auditel | Media Auditel    | Media Auditel | 236.000        | 0,93% |